# Dr. Motte

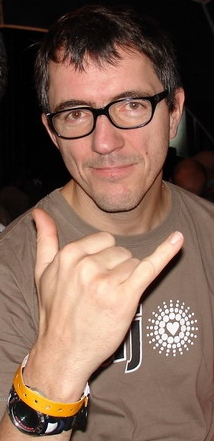
Dr. Motte auf der Loveparade 2005 in Acapulco, Mexiko

Dr. Motte (bürgerlich Matthias Roeingh; * 9. Juli 1960 in West-Berlin) ist ein deutscher Techno-DJ und Musiker sowie Labelbetreiber. Bekannt wurde er als Mitbegründer und Organisator der Musik- und Tanzveranstaltung Loveparade in Berlin. Er war bis 2006 Miteigentümer der Loveparade Berlin GmbH, die den in mehreren Ländern geschützten Markennamen Loveparade vermarktete.

## Karriere
Im Jahr 1985 war Roeingh, geboren in Berlin-Spandau und dort 22 Jahre lebend, erstmals als Diskjockey tätig. Zuvor war der gelernte Betonbauer in diversen Berliner Musikgruppen aktiv, darunter Die Toten Piloten (1981–1984), Deutsch-Polnische Aggression (oder kurz D.P.A.) (1981) und Squealer (1982). Mit DPA hat er auch an dem Buch Geniale Dilletanten mitgearbeitet. Bei Squealer nutzte er erstmals den Künstlernamen Motte. Als Diskjockey wandte er sich ab 1987 der House-Musik zu und legte z. B. in seinem eigenen Club Turbine Rosenheim und später in Clubs wie dem Ufo und dem Planet Musik auf.
Mit Hilfe seiner damaligen Lebensgefährtin, der US-amerikanischen Multimediakünstlerin Danielle de Picciotto, rief er 1989 die Loveparade ins Leben. Als Demonstration für Friede, Freude, Eierkuchen angemeldet, nahmen an der ersten Veranstaltung am 1. Juli des Jahres auf dem Berliner Kurfürstendamm 150 Menschen teil.
1991 änderte er seinen Künstlernamen in Dr. Motte, gründete im Jahr darauf die Plattenfirma Space Teddy und begann nun deutschlandweit als Diskjockey zu arbeiten. 1993 veröffentlichte er sein erstes Musikalbum Chill Out, Planet Earth! . Ab 2001 veranstaltete er Events unter dem Namen Praxxiz und gründete die gleichnamige Partyreihe. Daraus wurde 2010 das Plattenlabel Praxxiz.
Bei den Abschlusskundgebungen der Loveparade unter der Berliner Siegessäule auf dem Großen Stern hielt er kurze Ansprachen. Die Teilnehmer sollten nicht nur tanzen, sondern aktive Teilnehmer einer „Tanzbewegung“ werden.
Die Loveparade wurde ab 2001 nicht mehr als politische Demonstration anerkannt. Das hatte zur Folge, dass die Veranstalter für die hohen Kosten der Reinigung und die Sicherheit der Teilnehmer selbst aufkommen mussten. Hinzu kam, dass sich immer mehr Sponsoren zurückzogen.
Die Rücklagen der Veranstalter waren 2003 aufgebraucht und nur durch die Beteiligung der Berliner Messegesellschaft konnte die Loveparade im Jahr 2003 noch stattfinden. Der Regierende Bürgermeister von Berlin, Klaus Wowereit setzte sich dafür ein, dass die Veranstaltung mit 500.000 Euro unterstützt wurde.
Mangels Sponsoren fiel die Parade erstmals 2004 aus. Den Veranstaltern fehlte mehr als eine halbe Million Euro, hauptsächlich für die Müllbeseitigung. Ende 2004 trat zudem Fabian Lenz als Geschäftsführer der Loveparade GmbH zurück. Im Jahr 2005 sagten die Veranstalter die Parade wegen Finanzierungsproblemen erneut ab.
Kurz vor der Insolvenz stieg im Februar 2006 Rainer Schaller mit seiner Fitnessstudio-Kette „McFit“ in die Loveparade GmbH ein. 2006 wurde die Loveparade wieder veranstaltet, unter dem Motto „The Love is Back“. Dr. Motte distanzierte sich von der Loveparade und begründete dies mit einer kommerziellen Ausrichtung dieser Massenveranstaltung. Er hielt Redebeiträge auf der Fuckparade, die als Gegendemonstration zur Loveparade entstanden war.
Dr. Motte machte nach dem Unglück auf der Loveparade 2010 den Veranstalter, die Lopavent GmbH und ihren Geschäftsführer Rainer Schaller verantwortlich. Er vertritt die Ansicht, dass Schaller die Rechte an der Loveparade nur gekauft habe, um über ein Marketing-Instrument für seine Fitnessstudio-Kette McFit verfügen zu können. Doch den „Spirit“ der Loveparade habe er nicht kaufen können, dieser sei in Berlin geblieben. Aufgrund der Entscheidungen von Herrn Schaller seien Menschen gestorben.
Später erklärte Dr. Motte, er fühle sich schuldig. Er sei im Jahr 2006 gegen den Verkauf der Marke Loveparade an Schaller und für eine Insolvenz gewesen. Doch er sei von den damaligen Mitteilhabern überstimmt worden und hätte es versäumt, damals ein Veto gegen den Verkauf einzulegen.
Seinen 62. Geburtstag am 9. Juli 2022 feierte Dr. Motte im Rahmen der Technoparade „Rave The Planet“ in Berlin unter dem Motto „Together again“, an der etwa 200.000 Menschen teilnahmen.
Am 8. Juli 2023 fand wieder eine Rave-The-Planet-Parade als Versammlung unter dem Motto 'Music Is the Answer' in Berlin statt. 200.000 Menschen beteiligten sich an der Parade.

## Politische Aktionen
Matthias Roeingh sieht sich als politischer Mensch. Seine politische Bewusstseinsbildung habe eingesetzt, als seine älteren Brüder ihn mit 12 Jahren zu einer Demonstration gegen den Vietnamkrieg mitnahmen.
Die Loveparade war für Dr. Motte eine Veranstaltung mit einer politischen Botschaft. Die erste Parade fand als angemeldete politische Demonstration unter dem Motto „Friede, Freude, Eierkuchen“ statt. Dabei steht Frieden für Abrüstungen auf allen Ebenen, Freude für Tanz und Musik als Mittel der Verständigung und Eierkuchen für eine gerechte Nahrungsmittelverteilung auf der Welt.
Oft stehen Freiheit und Bürgerrechte im Mittelpunkt seines politischen Engagements. Im Oktober 2008 unterzeichnete er den Aufruf für eine Demonstration unter dem Motto „Freiheit statt Angst – Stoppt den Überwachungswahn!“ Bei der Abschlusskundgebung hielt er vor 100.000 Teilnehmern eine Rede. Im Sommer 2009 unterzeichnete er den bundesweiten Aufruf „Unruhe stiften!“ Ein Aufruf für eine solidarische, multikulturelle Gesellschaft, für soziale Umverteilung und soziale Gerechtigkeit, für ein friedliches Deutschland und für die Förderung kultureller Vielfalt.
Dr. Motte unterstützte durch seine Teilnahme am Christopher Street Day in Berlin und Würzburg und auf dem Life Ball 2017 in Wien die LGBTI-Gemeinschaft der Lesben, Schwulen, Bisexuellen, Transsexuelle/Transgender und Intersexuellen.
Weitere Themen für Dr. Mottes gesellschaftliches Engagement sind der Städtebau, LGBTQ-Rechte, Datenschutz und die Lage von Kunstschaffenden. Dr. Motte und sein Verein electrocult e. V. gründeten die Initiative „Fair Play – Gemeinsam gegen GEMAinheiten“ und veranstalteten damit Protestaktionen gegen die GEMA-Tarifreform 2012. Die Erhöhung der Veranstaltungstarife der Verwertungsgesellschaft GEMA hätten erhebliche Auswirkungen auf die Clublandschaft gehabt.

## Privates
Matthias Roeinghs Ehefrau, Ellen Dosch-Roeingh, ist auch seine Managerin und Inhaberin der Agentur Logowerk. Sie ist Gründerin und Mitgesellschafterin der gemeinnützigen Organisation „rave the planet gGmbH“, die am 9. Juli 2022 erstmalig die Rave The Planet Parade in Berlin, unter dem Motto „Together Again“ organisierte.

## Kontroverse Äußerungen und Handlungen
Dr. Motte erschien mehrfach wegen kontroverser Äußerungen in den Medien. So kommentierte er beispielsweise 1995 in einem Interview mit dem Tagesspiegel „Dies ist mein Aufruf an alle Juden der Welt, sie sollen doch mal eine neue Platte auflegen. Und nicht immer nur rumheulen“. Zwei Jahre darauf entschuldigte er sich in der Süddeutschen Zeitung für den Aufruf.
Im Jahr 2009 forderte er in einer öffentlichen Rede auf der Fuckparade das „Ende der schwulen Politik“ des offen homosexuell lebenden Regierenden Berliner Bürgermeisters Klaus Wowereit. Dr. Motte wurde daraufhin Schwulenfeindlichkeit vorgeworfen. Die Veranstalter distanzierten sich von der Rede Dr. Mottes. Dieser entschuldigte sich später für seine Formulierung und gab an, lediglich eine neoliberale Politik kritisiert haben zu wollen. Die Formulierung „schwule Politik“ habe er in diesem Zusammenhang lediglich deshalb gewählt, da Berlins regierender Bürgermeister Wowereit seine sexuelle Orientierung selbst mit dem berühmten Satz „Ich bin schwul und das ist gut so.“ politisierte und für den Wahlkampf einsetzte.
2011 hatte Dr. Motte nach Presseberichten sein Auto in der Nähe seiner Wohnung in der Berliner Kastanienallee im Halteverbot geparkt und wurde darauf von Mitarbeiterinnen des Ordnungsamtes zur Rede gestellt. Im Zuge eines eskalierenden Konflikts, bei dem eine Funkwagenbesatzung hinzukam, soll Dr. Motte die Ordnungshüter als „Blockwarte“ beschimpft und „Sind wir denn schon wieder bei Heil Hitler?“ gerufen haben. Die Staatsanwaltschaft ermittelte wegen Verwendung von Kennzeichen verfassungsfeindlicher Organisationen. Dr. Motte bedauerte den Vorfall kurz darauf. Er musste 4920 € Strafe zahlen.
Am 9. Juli 2022 schwenkte Dr. Motte das Symbol der verschwörungsideologischen Bewegung „Querdenken“ und der AfD nahestehenden „Freedom Parade“ vor der feiernden Menschenmenge, das er offenbar von „Captain Future“ (bürgerlich Michael Bründel) bekommen hatte. Dr. Motte entschuldigte sich auf Twitter für den Vorfall, distanzierte sich vehement von den „Querdenkern“ und schrieb, er habe nicht um dessen Bedeutung gewusst. Dies wurde in den sozialen Netzwerken von vielen angezweifelt. Aus der „Querdenker“-Bewegung war zu hören, dass Dr. Motte sich nur wegen des auf ihn ausgeübten Drucks distanziert habe.

## Diskographie (Auswahl)

### Alben
- 1992: Euphorhythm – Chill Out Planet Earth (Space Teddy)
- 1993: 030 Feat. Dr. Motte – Ki (MFS)
- 1995: Dicabor vs Dr. Motte – Live At The Interference Festival At Chromapark (Space Teddy)
- 2009: Dr. Motte Meets Gabriel Le Mar – Dr.Motte Meets Gabriel Le Mar (Fax Records)

### Singles und EPs
- 1992: 3phase feat. Dr. Motte – Der Klang der Familie
- 1997: Dr. Motte & Westbam – Love Parade 1997 (Sunshine)
- 1998: Dr. Motte & Westbam – Love Parade 1998 (One World One Future)
- 1999: Dr. Motte & Westbam – Love Parade 1999 (Music is the Key)
- 2000: Dr. Motte & Westbam – Love Parade 2000 (One World One Loveparade)
- 2000: 3Phase feat. Dr. Motte – Der Klang der Familie (Revisited)
- 2008: Dr. Motte & Marc van Linden – Wackelpeter
- 2010: 3Phase feat. Dr. Motte – Der Klang der Familie (remastered, #PRZ001)
- 2010: DJ Dag vs. Dr. Motte – Sunfighter (#PRZ002)
- 2011: Dr. Motte & Robert Babicz – NONO (#PRZ003)

## Awards
Sein Engagement für die elektronische Musik und sein politischer Einsatz wurden mehrfach honoriert:
- 1997: VIVA Comet
- 1999: Bambi
- 1999: BZ Kultur-Preis
- 2000: Musik und Maschine Award
- 2007: DJ Meeting LifeTime-Award
- 2007: DJ Awards Lifetime Achievement
- 2010: Help Musicaward

## Filme
- 2008: We Call It Techno!. Dokumentation von Maren Sextro, Holger Wick (Interview-Partner).
- 2015: B-Movie: Lust & Sound in West-Berlin 1979–1989. Dokumentation mit Mark Reeder, Regie von Jörg A. Hoppe, Klaus Maeck, Heiko Lange und Alexander von Sturmfeder (Interview-Partner).
- 2019: Loveparade – Als die Liebe tanzen lernte. Dokumentation von Peter Scholl, RBB (Interview-Partner).